# Бошко Балабан
Бошко Балабан (на хърватски: Boško Balaban) е хърватски футболист, нападател.

## Кариера
Балабан е роден в Риека. Започва да играе в местния клуб, като записва 97 мача между 1995 г. и 2000 г. През сезон 1999/2000 е голмайстор на отбора с 15 гола и е привлечен в гранда Динамо (Загреб). Там става отново голмайстор с 14 гола в 25 мача. След края на сезона е закупен от Астън Вила за £5.8 млн.Балабан не успява да се наложи в тима и записва само 8 мача без гол, 7 от които като резерва. През сезон 2002/03 се завръща в Динамо под наем. През декември 2003 г. е освободен от Астън Вила по взаимно съгласие и се присъединява към белгийския Клуб Брюж. През сезон 2004/05 вкарва 25 гола в 24 мача, а през 2005/06 27 гола в 30 мача за белгийския отбор. През август 2007 г. се връща обратно в Динамо. По време на престоя си там, Балабан има провинение с фашистки поздрав, който той изпраща до феновете след като вкарва гол срещу Интер Запрешич. Той е наказан да плати глоба от 100 хърватски куни (около 14 евро). През юни 2009 г. преминава в гръцкия Паниониос с 3-годишен договор. На 29 януари 2012 г. подписва с малайзийския Селангор. В дебюта си отбелязва победния гол срещу Келантан за 2:1 на 14 февруари 2012 г.

## Отличия

### Динамо (Загреб)
- Първа хърватска футболна лига (3): 2002/03, 2006/07, 2007/08
- Носител на Купата на Хърватия (3): 2001, 2007, 2008

### Брюж
- Белгийска Про Лига (1): 2004/05
- Носител на Купата на Белгия (1): 2007
- Носител на Суперкупата на Белгия (1): 2005